# Geschlechterkrise
Geschlechterkrise (internationaler Titel: Gender Crisis) ist ein deutscher Stummfilm von Malte Wirtz. Der Kinostart ist am 16. September 2021 im Verleih des Berliner Filmstudios Unfiltered Artists vorgesehen. Es ist der erste deutsche Stummfilm seit über 80 Jahren.

## Kritiken
Spielfilm.de gibt 4 von 5 Sternen und urteilt: „Fazit: Ein gelungenes Film-Experiment, das eine alte Geschichte und vergangene Stilmittel in unsere moderne Welt überträgt und sichtlich Spaß daran hat. Die Schauspielerin Taisiya Schumacher ist eine echte Entdeckung!“
Kino-Zeit schreibt: „Malte Wirtz gibt der alttestamentarischen Mär über Glaube, Männlichkeit und Mutterkomplexe in seiner Variante einen neuen Dreh. Die Frau, die Simson zum Verhängnis wird, spaltet er in zwei Figuren auf, De (Taisiya Schumacher) und Lilah (Keziban Inal). Zudem überträgt sich bei Wirtz die Kraft von einem Haarabschneider zur nächsten Haarabschneiderin.“
Die Süddeutsche Zeitung urteilt: „Ein sympathischer Film, der nicht mehr will, als etwas Vergnügen zu bereiten, um der Gegenwart, in der er spielt, kurz zu entkommen. Seine Seltsamkeit ist sein größter Trumpf.“